# K und M – Konsulats- und Mustervorschriften
Die K und M – Konsulats- und Mustervorschriften (Abkürzung: K und M) sind ein Nachschlagewerk für die Exportwirtschaft, das seit 1920 von der Handelskammer Hamburg herausgegeben wird. Im Juni 2021 erschien die aktuelle 44. Auflage.
Das Autorenteam besteht aus Mitarbeitern der Handelskammer, die mit der Import- und Exportberatung von Unternehmen und der Bescheinigung von außenwirtschaftlichen Dokumenten betraut sind.
Die Konsulats- und Mustervorschriften bieten zu nahezu jedem Land Informationen über Warenbegleitpapiere und Vorschriften, die zum internationalen Warenverkehr mit dem Ausland benötigt beziehungsweise beachtet werden müssen. Darüber hinaus informieren sie über Vorschriften bezüglich Verpackung, Markierung und Herkunftsbezeichnung, Häfen, Zollflughäfen als auch über Legalisierungsbestimmungen und Konsulatsgebühren sowie Kontaktdaten der diplomatischen, konsularischen und wirtschaftlichen Vertretungen der Bundesrepublik im Ausland und der deutschen Auslandshandelskammern. Außerdem enthalten die K und M Grundlagenwissen zum Warenverkehr.
Das Nachschlagewerk erscheint alle zwei Jahre beim Bochumer Mendel Verlag als Webanwendung, auf CD-ROM und in Buchform. Es hat eine Auflage von 12.000 gedruckten Exemplaren und mehreren Tausend Datenträgern und Netzwerklizenzen mit der elektronischen Version. Die Buchausgaben werden bis zum Erscheinen der nächsten Auflage regelmäßig durch bis zu sechs Nachträge auf die sich laufend ändern Bestimmungen aktualisiert. Diese Nachträge werden auf selbstklebendem Papier geliefert und können auf die freien Seiten eingeklebt werden, sie enthalten detaillierte Anweisungen zu Streichungen, Änderungen und neuen Bestimmungen.

## Trivia
In Fachkreisen werden die Konsulats- und Mustervorschriften auch als „Bibel der Exporteure“ bezeichnet.